# Boelerheide

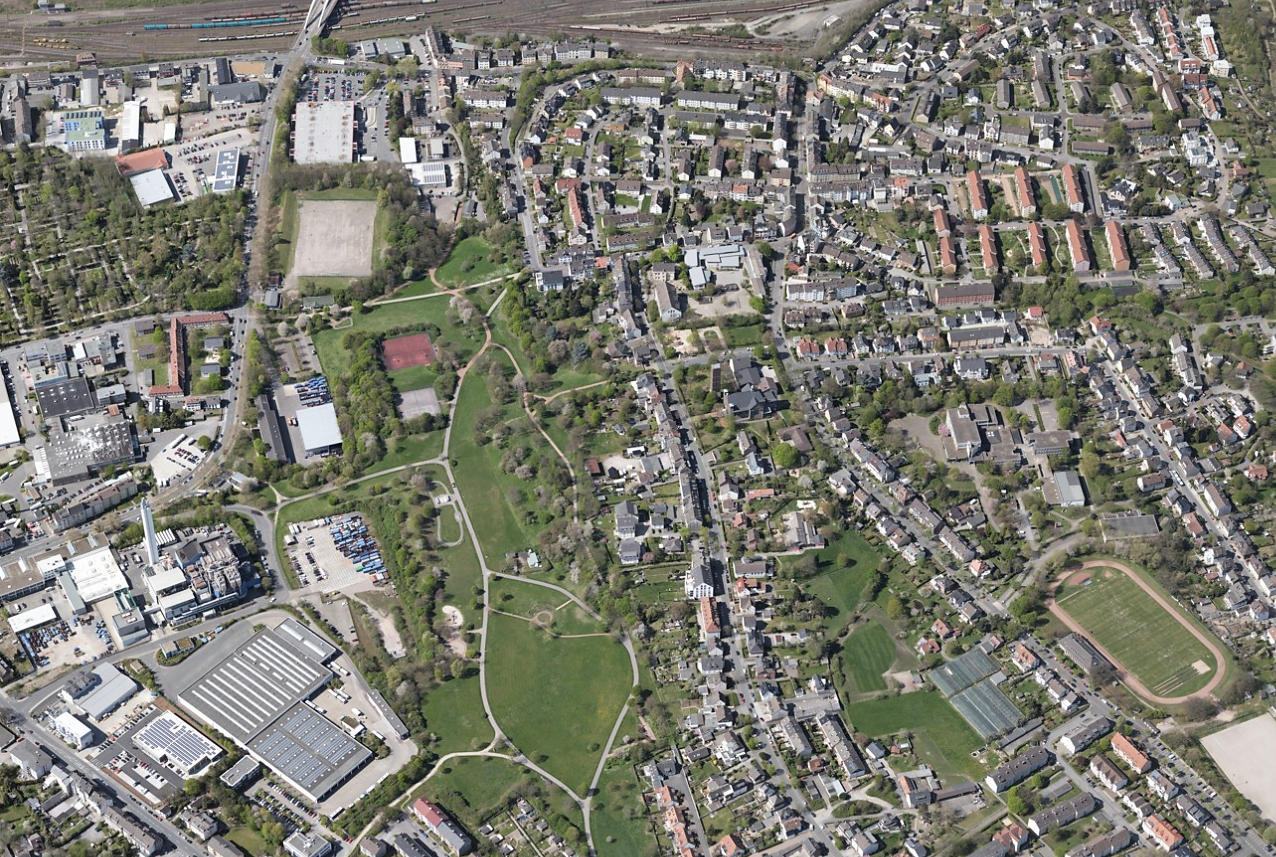
Schrägluftbild von Boelerheide (2020)

Boelerheide ist ein Ortsteil im Stadtbezirk Hagen-Nord der kreisfreien Großstadt Hagen in Nordrhein-Westfalen.

## Geschichte
Bis in die zweite Hälfte des 18. Jahrhunderts war die Boelerheide unbewohnt, auf einer Karte von 1770 war lediglich ein kleines Gehöft verzeichnet, dessen Besitzer Wilhelm in der Heide genannt wurde.
Die zur benachbarten Gemeinde Boele gehörende Boelerheide war damals ein Wald- und Heidegebiet. Dieses lag zwischen der heutigen Hügelstraße, der Hagener-, der Alexander- und der Brinkstraße und lieferte der Boeler Einwohnerschaft neben Nutz- und Brennholz auch Plaggen zur Düngung. Im Herbst wurden die Schweine der einzelnen Gehöfte unter einem gemeinsamen Schweinehirten Mitte September bis Anfang November zur Mast in die Eichen- und Buchenwälder getrieben.
Im Jahre 1772 erfolgte die Aufteilung des Markenlandes. Der größte Teil ging in den Privatbesitz des Freiherrn von Landsberg auf dem Rittergut Niedernhof in Hengstey, welcher wiederum zwölf nachgeborenen Söhnen aus der Gemeinde Boele je ungefähr 3 Hektar Land in Erbpacht übergab.
Mit der Errichtung eines Kötterhauses auf dem gepachteten Grund wurden die zwölf Bauernsöhne die Ursiedler des heutigen Stadtteils Boelerheide, der um 1800 bereits 100 Einwohner vermerken konnte. Nach 1850 lösten die meisten Erbpachtkötter das Pachtverhältnis, indem sie durch Zahlung einer Ablösesumme das Kotten erwarben.
Mit dem Einzug der Industrialisierung in Hagen und der näheren Umgebung, dem Bau einer an Boelerheide vorbei  verlaufenden Eisenbahnlinie sowie dem Bau zweier großen Lokomotivschuppen an der Ecke Grimmestraße und Freiligrathstraße setzte nach 1840 die eigentliche Besiedlung Boelerheides ein. An der Malmke- und Overbergstraße entstanden eine größere Zahl von Wohnhäusern für die anströmenden Arbeiter und Angestellte.
Nach dem Ersten Weltkrieg entstand eine kleine Sportanlage, bestehend aus einem Ascheplatz. 1928 wurde mit dem Ausbau der Sportanlage begonnen, der mit der Fertigstellung einer Turnhalle 1929 abgeschlossen wurde. Das bei dem Bau ausgehobene Erdreich wurde zur Anlegung von Zuschauerrängen benutzt. Die Kampfbahn Boelerheide wurde zur regional und überregional bekannten Sportstätte. Heutiger Nutzer der Anlage ist überwiegend die Sportgemeinschaft Boelerheide von 1898 e. V.
Im Rahmen der kommunalen Neugliederung wurde die Gemeinde Boele einschließlich Boelerheide am 1. August 1929 in die Stadt Hagen eingemeindet.
Am 31. Dezember 2018 hatte der Wohnbezirk Boelerheide in 1016 Wohnhäusern mit 3413 Haushaltungen 6840 Einwohner.

## Kirchen

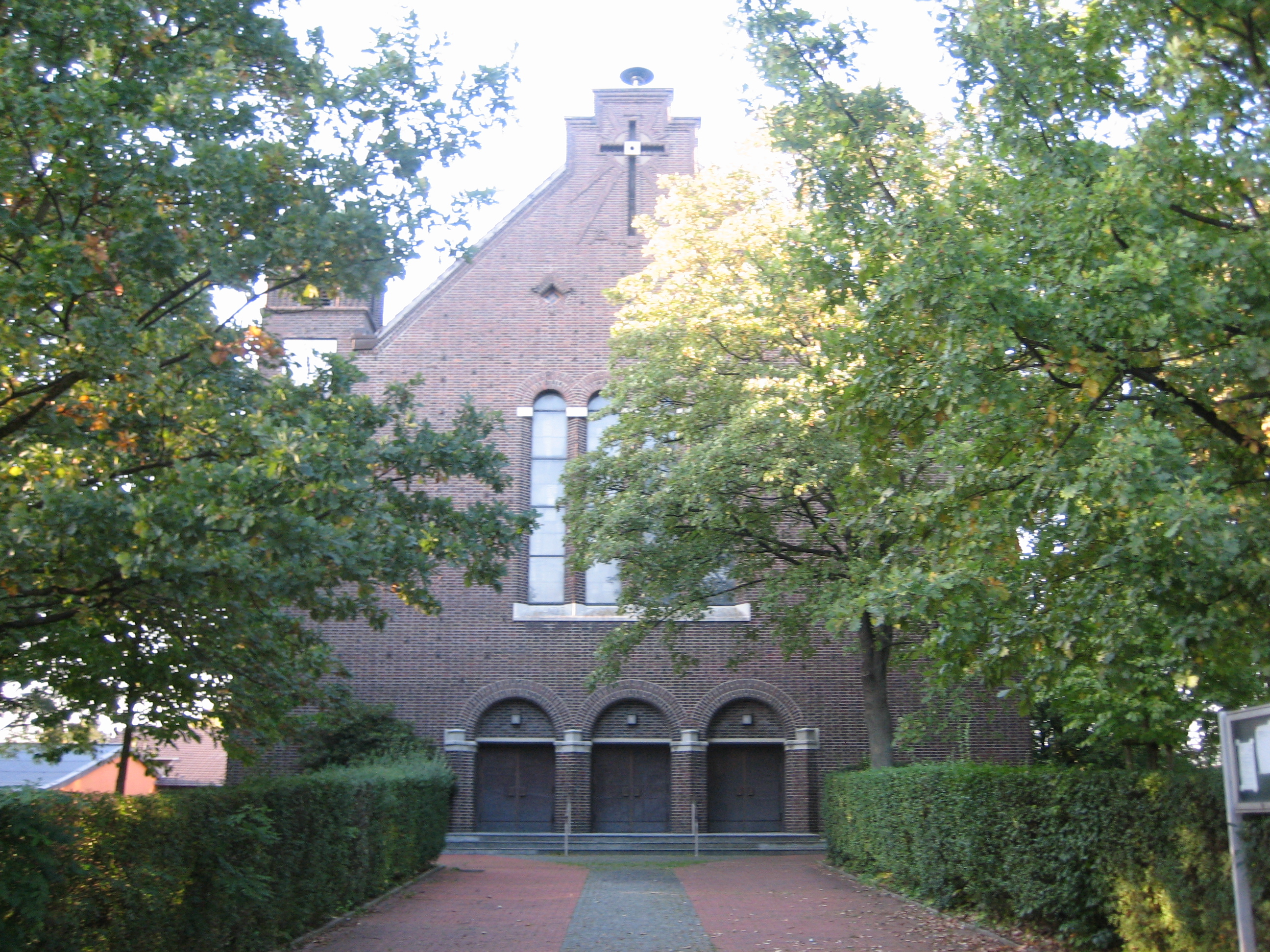
Christ-König-Kirche (2011)

Um einen Kirchengang nach Boele zu vermeiden, wurde 1902 eine Kapelle, die St. Michael-Kapelle, auf dem Gelände des heutigen Vereinshauses errichtet. Am 2. Januar 1927 wurde schließlich der Grundstein der katholischen Christus-König-Kirche, der heutigen Christ-König-Kirche, gelegt, die am 6. November 1927 eingeweiht wurde. Die Kirche ist im Stil des Backsteinexpressionismus erbaut. Sehenswert ist auch die original erhaltene expressionistische Ausmalung. Ein Kirchturm wurde Ende der 1980er Jahre errichtet. Mit seinen sechs Glocken – eine siebte Glocke ist im Vierungsturm – hat die Kirche das größte Geläut von Hagen.
Eine evangelische Kirche, die Paul-Gerhardt-Kirche, wurde 1952 errichtet.

## Denkmäler

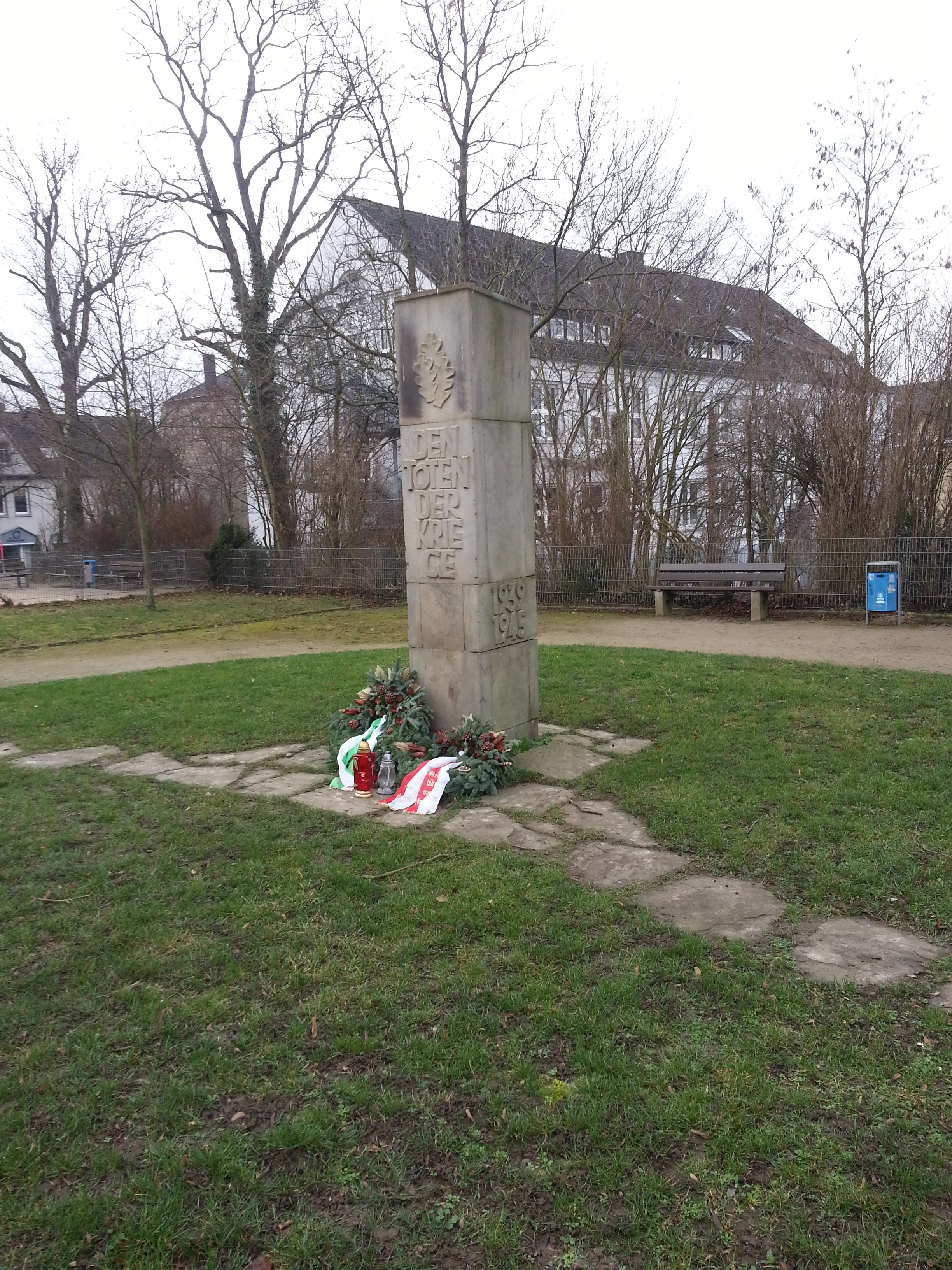
Denkmal (2021)

Zwischen Overberg- und Kapellenstraße steht, in einer kleinen Grünanlage gegenüber der Christ-König-Kirche, ein Denkmal für die Opfer des Ersten und Zweiten Weltkrieges, welches am 17. Juni 1955 eingeweiht wurde. Bereits 1926 gab es eine erste Initiative für die Errichtung eines Mahnmals im Gedanken an die Opfer des Ersten Weltkrieges, das jedoch nicht realisiert wurde. Das Denkmal besteht aus einem ungefähr drei Meter hohen Sandsteinblock, in den auf allen Seiten Inschriften (vorne: Den Toten der Kriege, links: 1914–1918, rechts: 1939–1945, hinten: 1914–1918 Gefallene 117 / 1939–1945 Gefallene, Bombentote, Vermißte) eingemeißelt sind.

## Schulen
In Boelerheide befinden sich zwei Grundschulen und drei weiterführende Schulen.
1894 erhielt Boelerheide zunächst eine einklassige katholische Volksschule, die Overbergschule, der 1898 eine evangelische Volksschule, die Hermann-Löns-Schule, folgte. In der zweiten Hälfte des 20. Jahrhunderts wurden eine Realschule, die Heinrich-Heine-Schule, eine Hauptschule, die Geschwister-Scholl-Schule und eine Förderschule mit dem Förderschwerpunkt Lernen, die Fritz-Reuter-Schule, eingerichtet.
Mit Beginn des Schuljahres 1983/1984 wurde die neuerrichtete Realschule Hagen-Nord (seit 1997 Heinrich-Heine-Realschule) in Betrieb genommen. Die Schule ist im Grunde eine Erweiterung der Realschule Boele, welche ursprünglich im Gebäude am Hilgenland in Hagen-Boele unterrichtete. Ein Neubau wurde durch die gestiegenen Schülerzahlen notwendig.

## Vereine
Neben dem mitgliederstärksten Verein Sportgemeinschaft Boelerheide von 1898 e. V. existieren in Boelerheide die Männergesangsvereine MGV Heiderose Boelerheide 1896 und MGV Boelerheide 1913, der Heimatverein Heidefreunde Boelerheide, der Schützenverein Boelerheide 1925 e. V., der Gospelchor Living Voices der ev. Paul-Gerhardt-Kirchengemeinde und der 2013 gegründete Kinder-Gospelchor MiniVoices der ev. Paul-Gerhardt-Kirchengemeinde.
Die Vereinsgemeinschaft Boelerheide dient als übergeordnete Institution dieser Vereine. Ihre Aufgabe ist, die angeschlossenen Vereine nach außen zu repräsentieren und im Innenverhältnis Veranstaltungen zu koordinieren. Eigene Aktivitäten führt die Vereinsgemeinschaft nicht durch.
Der Förderring der Sportgemeinschaft Boelerheide unterstützt die Sportgemeinschaft Boelerheide finanziell. Er unterhält auch eigene Sportgruppen und organisiert Veranstaltungen.